# Narimane Mari
Narimane Mari (* 1969 in Algier) ist eine algerisch-französische Filmemacherin.

## Leben und Werk
Narimane Mari nahm Tätigkeiten bei verschiedenen Kommunikationsagenturen in Paris auf. Sie arbeitete im Bereich Druckerzeugnisse, sowie für Canal+ und half bei dem Aufbau von Kunstgalerien. 2010 gründete sie Allers Retours Films, ein Institut für Dokumentarfilme.
Mari debütierte 2001 mit dem Film L'arpenteur und wurde dafür mit dem Jean-Vigo-Preis ausgezeichnet. 2013 zeigte sie Loubia Hamra/Bloody Beans. Dieser Film wurde mehrfach ausgezeichnet und auf zahlreichen Filmfestivals (unter anderem Copenhagen International Documentary Festival) präsentiert. 2015 wurde der Film La vie Courante im Centre Georges-Pompidou aufgeführt. Le fort des fous hatte seine Premiere 2017 auf dem Locarno Festival. Die Videoinstallation Le fort des fous wurde 2017 auf der documenta 14 im Kasseler Ballhaus gezeigt.